# Breslava
Breslava je středně pozdní moštová odrůda révy vinné (Vitis vinifera), používaná k výrobě bílých vín a místy sloužící též jako stolní odrůda. Byla vyšlechtěna na Slovensku v roce 1960, Ing. Dorotou Pospíšilovou, Ph.D. a kolektivem šlechtitelů Výzkumného ústavu vinohradnického Bratislava, křížením odrůd (Chrupka červená × Tramín červený) × Santa Maria d'Alcantara.
Santa Maria d'Alcantara (též St. Maria d'Alcantara) má být italská odrůda révy, dle některých zdrojů bílá. S její identifikací mohou být problémy. Pokud budeme vycházet z katalogu odrůd VIVC, ten zmiňuje obě varianty názvu odrůdy, bez bližších informací, vlastně pouze v souvislosti s odrůdou Breslava. V Itálii odrůda takového názvu pěstována není, najdeme zde odrůdu Santa Maria, starou, autochtonní moštovou odrůdu původu Vitis vinifera z regionu Emilia-Romagna, kde je na malých plochách pěstovaná v provincii Piacenza, v údolí Val d'Arda. Do Národního katalogu italských odrůd byla zapsána teprve v roce 1999. Místní název Alcantara se v Itálii váže k obci, řece a soutěsce na severním úbočí Etny, zde však pěstování výše uvedené odrůdy není zmíněno.
Název Santa Maria de Alcantara je též synonymem modré odrůdy Garnacha tinta (Grenache noir), odrůdy, pěstované mimo jiné ve španělském regionu Estremadura, kde byl tento synonymální název pravděpodobně odvozen od názvu bývalé regionální jednotky (comarca Alcántara) na úrovni našeho kraje, či od názvu obce Alcántara.

## Popis
Réva vinná (Vitis vinifera) odrůda Breslava je jednodomá dřevitá pnoucí liána, dorůstající v kultuře až několika metrů. Kmen tloušťky až několik centimetrů je pokryt světlou borkou, která se loupe v pruzích. Úponky révy umožňují této rostlině pnout se po pevných předmětech. Růst je středně bujný až bujný, olistění není příliš husté, jednoleté réví je křehké.
List je středně velký, pětilaločnatý se středně hlubokými výkroji, zoubkování na okraji listu je konkávní, řapíkový výkroj je překrytý, řapík je dlouhý, narůžovělý.
Oboupohlavní pětičetné květy v hroznovitých květenstvích jsou žlutozelené, samosprašné. Hrozen je středně velký, stejnoměrně hustý, válcovitý s křidélky, bobule je středně velká, okrouhlá, zelenožlutá, průměrně ojíněná, s pevnou slupkou. Dužina je šťavnatá a rozplývavá, aromatická.

## Původ a rozšíření
Breslava je moštová odrůda révy vinné (Vitis vinifera). Odrůda byla vyšlechtěna na Slovensku v roce 1960, Ing. Dorotou Pospíšilovou, Ph.D. a kolektivem šlechtitelů Výzkumného ústavu vinohradnického Bratislava, křížením odrůd (Chrupka červená × Tramín červený) × Santa Maria d'Alcantara. V Listině registrovaných odrůd SR je odrůda zapsána od roku 2011, již od roku 2004 je právně chráněná.
Na Slovensku je odrůda pěstována na nevelkých plochách. Ve Státní odrůdové knize České republiky není zapsána, není uvedena ani mezi odrůdami, ze kterých je dovoleno vyrábět zemská vína. V České republice se pěstuje pouze velmi vzácně, na Moravě, kde se lze na místních koštech ojediněle setkat s odrůdovými víny.

## Název
„Breslava“ je historický název hlavního města Slovenské republiky, Bratislavy. Šlechtitelské označení odrůdy je (CHRTČ) x ST.M.ALC. 10/28.

## Pěstování
Réví vyzrává poměrně dobře, ale bývá křehké. Odrůda bývá ohrožována pozdními jarními mrazy a silným zimním mrazům odolává též hůře. Plodnost je pravidelná, pokud nezasáhnou silné mrazy, a poměrně vysoká, 10 až 16 t/ha při cukernatosti moštu 19–22°NM a aciditě 7–12 g/l. Z nejlepších oblastí poskytuje odrůda mošt v kategorii pozdní sběr, na jihu Slovenska může být cukernatost až do 24°NM.

### Fenologie
Odrůda raší a kvete raně, dozrává středně pozdně, koncem září. Již začátkem září hrozny vypadají jako zralé, ale pro vyšší koncentraci aromatických a extraktivních látek se vyplatí se sklizní počkat.

### Choroby a škůdci
Odrůda je průměrně odolná vůči houbovým chorobám a postačí běžná chemická ochrana. Hrozny nepodléhají hnilobě, proto je možné a žádoucí nechat je na keři déle. Je však třeba provést jarní postřik proti roztočům, odrůda jimi bývá vyhledávána.

### Poloha a půdy
Odrůda je náročná na polohy, nenáročná na půdy, dobře snáší i delší období sucha a sušší půdy. Vyžaduje chráněné polohy, nejlépe svahovité.

## Víno
Poskytuje lehčí, výrazně odrůdová, harmonická, aromatická vína se základním aroma grapefruitů, s příjemnou kyselinkou, vhodná i k výrobě šumivých vín. Ve výjimečných ročnících a při redukci výnosů se lze setkat i s víny kategorie výběr z hroznů, s vysokým extraktem a zbytkovými cukry. Hrozny mohou být v místních podmínkách vhodné i k přímé konzumaci v čerstvém stavu.

### Multimédia
- Martin Šimek : Encyklopédie všemožnejch odrůd révy vinné z celýho světa s přihlédnutím k těm, co již ouplně vymizely, 2008–2012